# Rodrigo Ribeiro
Rodrigo Ribeiro (ur. 27 stycznia 1979 roku w Rio de Janeiro) – brazylijski kierowca wyścigowy.

## Kariera
Ribeiro rozpoczął karierę w wyścigach samochodowych w 2001 roku od startów w Brazylijskiej Formule Chevrolet oraz Południowoamerykańskiej Formule 3. Jedynie w Formule Chevrolet był klasyfikowany - zajął tam 12 pozycję w klasie B. W 2004 roku wystartował w Formule 3000 z włoską ekipą Durango. W ciągu czterech wyścigów zdobył jeden punkt. Dało mu to 17 miejsce w klasyfikacji generalnej.

## Statystyki
| Sezon | Seria                                   | Zespół           | Wyścigi | Zwycięstwa | PP | NO | Podium | Punkty | Pozycja |
| ----- | --------------------------------------- | ---------------- | ------- | ---------- | -- | -- | ------ | ------ | ------- |
| 2001  | Brazylijska Formuła Chevrolet - klasa B |                  | 2       | 0          | 0  | 0  | 0      | 12     | 12      |
| 2001  | Brazylijska Formuła 3                   | KTT Racing       | 1       | 0          | 0  | 0  | 0      | 0      | NS      |
| 2002  | Brazylijska Formuła 3                   | KTT Racing       | 14      | 0          | 0  |    | 4      | 89     | 7       |
| 2003  | Brazylijska Formuła 3                   | Cesario F3 Light | 16      | 11         | 11 | 5  | 15     | 277    | 1       |
| 2004  | Formuła 3000                            | Durango          | 4       | 0          | 0  | 0  | 0      | 1      | 17      |